# Conasprella howelli
Conasprella howelli é uma espécie de gastrópode do gênero Conus, pertencente a família Conidae.